# 昆布締め

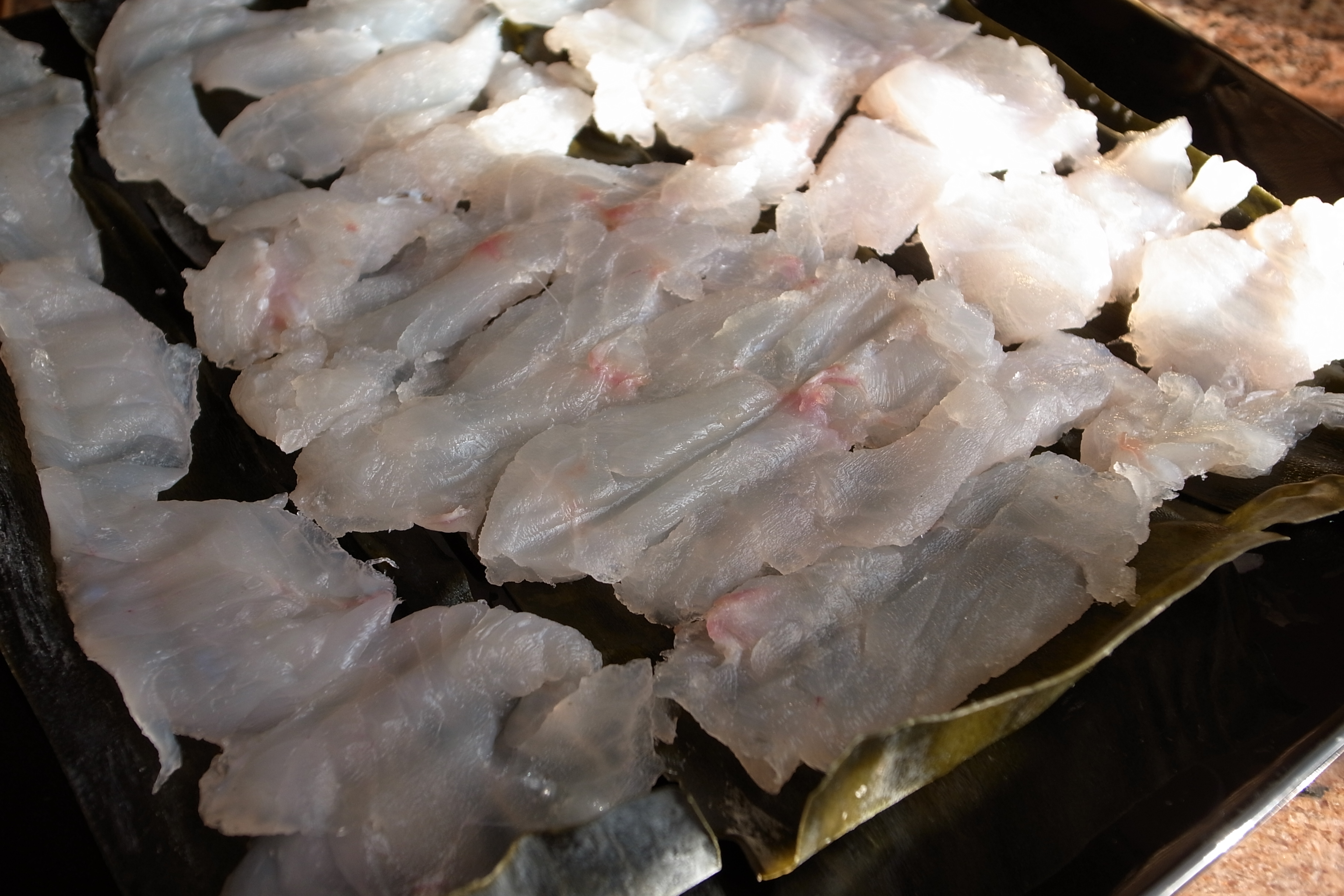
メバルの昆布締め

昆布締め（こぶじめ、「〆」の字を用いた「昆布〆」のような表記も多い）は、食材を昆布で挟み、現代では冷蔵庫で1晩程度置いた料理や料理。主に魚の刺身に使われるが、山菜や野菜、豆腐、牛肉などの昆布締めもある。

## 概要
元は富山県や石川県の郷土料理である。富山県は江戸時代より北前船で北海道から送られた昆布を大量に消費しており、その利用方法の一つがこの昆布締めである。刺身の水分が昆布に吸われて身が締まり、昆布の旨味（グルタミン酸等）が刺身に移ることで、元の刺身とはまた違った深い味わいとなる。こうする事で、傷みが早い刺身が数日持つ効果もあり、冷蔵庫普及前から重宝されていた。
現在では関西でよく利用されるタイ、ヒラメ、スズキ、フグなどの白身魚を使ったものが、淡白な身と昆布のうまみとの相性が良く、人気が高い。またカジキ（富山では「サス」、石川では「サワラ」と呼ばれる）やブリなどの赤身魚、イカ、甘エビ、ホタルイカなど多くの刺身に応用できるが、脂が多い魚種では味がなじみにくいという。富山ではバリエーションの一つで白エビのむき身をおぼろ昆布で昆布締めにしたものもある。サワラ（石川では「ヤナギサワラ」）のように水分が多く肉の軟らかい魚では肉質が締まるため、また極端に淡白な魚種や旬を外れているものは旨味を補完できることから、それらの魚なら刺身よりむしろ昆布締めのほうが食味は向上する。かまぼこの食味を更に良くするため昆布で巻くこともある。
家庭で作られたり、料理屋で出されたりする以外に、魚屋やスーパーなどで加工された昆布締めが刺身と同様にパックで販売されている。販売用加工食品としての商品化は、かねみつ（魚津市）による1973年の発売が始まりという。後に富山市の料亭・五万石がおせち料理に入れて販売したことから、全国的に知名度が高まった。
食べる際に昆布をめくると糸を引く場合があるが、これは昆布由来のムチン質が溶け出ていることが考えられ、必ずしも腐敗しているわけではない（嗅いでみて異臭がした場合はこの限りでない）。昆布は刺身からの水分を吸って柔らかくなっており、食材として使うことができる。
振り塩をしたものは、昆布からの塩分が刺身に移るためにそのまま食べられる。振り塩をしていないものなどは好みでわさび醤油をつけて食べる。

## 作り方
関西風の方法
1. 刺身（切り身でも可）はざるの上に並べて軽く塩を振り、30分ほど置いた後、表面の水分を拭く。
2. クッキングペーパーに酢を染み込ませ昆布の表面を拭く。
3. 昆布の上に刺身を均一に並べる(お好みで刻みショウガを散らしてもよい)。
4. 上から昆布を重ねる。
5. ラップに包んで冷蔵庫で1-2日寝かせれば出来上がり。切り身を切り分ける時は、締まり具合によって厚さを調整する。